# Allhelgona socken
Allhelgona socken i Östergötland ingick i Göstrings härad (före 1894 även del i Aska härad), uppgick 1952 i Skänninge stad och området ingår sedan 1971 i Mjölby kommun och motsvarar från 2016 Allhelgona distrikt.
Socknens areal var 32,51 kvadratkilometer, varav 32,40 land. År 2000 fanns här 345 invånare. Sockenkyrkan, Vårfrukyrkan, delades med Skänninge stad och ligger i staden.

## Administrativ historik
Allhelgona socken har medeltida ursprung.
Före 1894 hörde delar av socken till Aska härad för att därefter ingå i Göstrings härad: Biskopsberga, Lagmansberga, Munkstigen, Snyttringe, Stafgården Vreta, Örnsnäs, Höglid och Stora Bränninge.
Vid kommunreformen 1862 övergick socknens ansvar för de kyrkliga frågorna till Allhelgona församling och för de borgerliga frågorna till Allhelgona landskommun. Landskommunen inkorporerades 1952 i Skänninge stad och ingår sedan 1971 i Mjölby kommun.  Församlingen uppgick 2006 i Skänninge-Allhelgona församling som 2010 uppgick i en återbildad Skänninge församling.
1 januari 2016 inrättades distriktet Allhelgona, med samma omfattning som församlingen hade 1999/2000.  
Socknen har tillhört samma fögderier och domsagor som socknens härader.  De indelta soldaterna tillhörde  Första livgrenadjärregementet, Motala kompani.

## Geografi
Allhelgona socken omger Skänninge och ligger kring Skenaån. Socknen är en uppodlad slättbygd med enstaka kullar.
Landsvägen från Linköping till Vadstena går genom socknen liksom vägar till Mjölby och Motala, vilka alla sammanlöper vid Skänninge.

## Fornlämningar

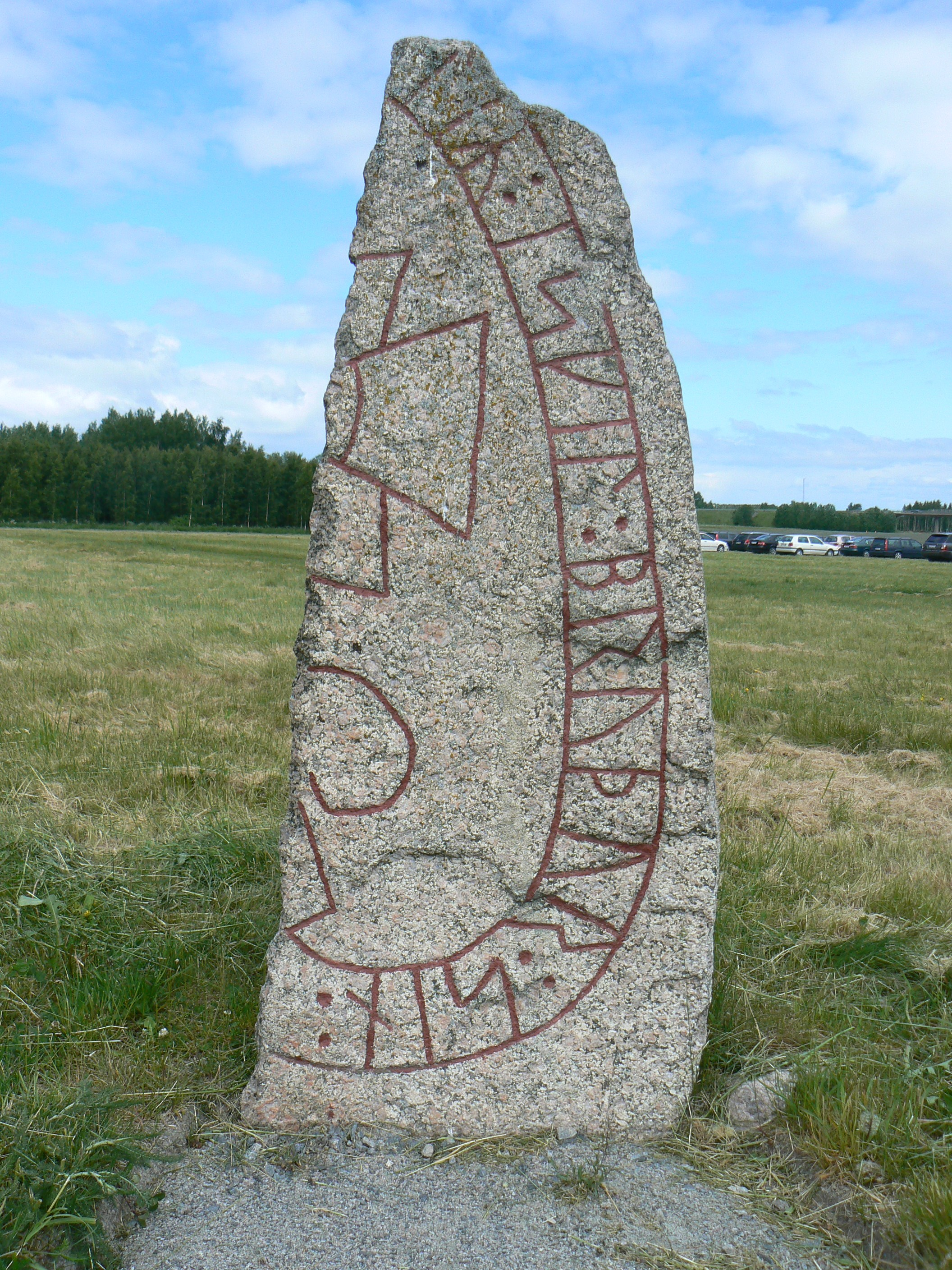
Östergötlands runinskrifter 62 från Biskopsbergs, nu i Skänninge

Kända från socknen är gravfält från järnåldern. Två runristningar är antecknade.

## Befolkningsutveckling
Under perioden 1860-1899 levde i genomsnitt 1 025 personer i socknen.
Från Allhelgona utvandrade till Amerika totalt 290 personer från 1860 till 1899. 

## Namnet
Namnet (1374, Helgehenä) kommer från den ursprungliga sockenkyrkan, Allhelgonakyrkan, som revs på 1500-talet.